# Anicla infecta
Anicla infecta là một loài bướm đêm thuộc họ Noctuidae. Nó được tìm thấy ở tây nam Canada (Nova Scotia và Quebec) qua miền đông Hoa Kỳ và phía nam đến Brasil.
Sải cánh dài 30–35 mm. Con trưởng thành bay từ tháng 6 đến tháng 9 tùy theo địa điểm.
Ấu trùng ăn beets, cỏ và thuốc lá.